# Solberg Inlet
Das Solberg Inlet (in Argentinien Caleta Solberg und Ensenada Solberg, in Chile Ensenada Solberg) ist eine vereiste Bucht an der Bowman-Küste des Grahamlands auf der Antarktischen Halbinsel. Sie liegt zwischen der Joerg-Halbinsel im Norden und der Bermel-Halbinsel im Süden.
Entdeckt wurde die Bucht 1940 durch Wissenschaftler der United States Antarctic Service Expedition (1939–1941). Eine erneute Sichtung gelang Teilnehmern der Ronne Antarctic Research Expedition (1947–1948) unter der Leitung des US-amerikanischen Polarforschers Finn Ronne. Dieser benannte die Bucht nach Konteradmiral Thorvald A. Solberg (1894–1964) von der United States Navy, welcher der Expedition behilflich war.